# Аквафобія
Аквафобія — постійний, ірраціональний гіпертрофований страх води. Є психічним розладом, відноситься до фобій.
Дуже часто аквафобія спостерігається у тих, хто не вміє плавати при вигляді або перебуванні в річці, морі або океані — в результаті залучення інстинкту самозбереження. Згідно з дослідженнями, кожен п'ятдесятий житель Ісландії(1,8 %) має цей розлад.

## Причини
Заведено вважати, що аквафобію мають насамперед ті, хто коли-небудь тонув або пережив якусь неприємну ситуацію, так чи інакше, пов'язану з водою у ранньому дитинстві. При цьому, зовсім не обов'язково для отримання аквафобії тонути у відкритому водоймищі. Найчастіше, достатньо лише оступитися у власній ванній і на кілька секунд втратити опору, навіть під наглядом матері. Нерідко страх води виникає після того, як людині довелося зіткнутися з потопельником або на власні очі бачити, як хтось тоне. Причини можуть бути дуже різні.

## Лікування
Психотерапія, гіпноз

## Гідрофобія
Не слід плутати з клінічним симптомом гідрофобії, який виникає при сказі у вигляді виникнення болісних судом м'язів горла та гортані при спробі попити води, при вигляді води або будь-якій згадці про неї, що призводить до короткочасного припинення дихання. Нерідко сказ через це називають гідрофобією. Істероїдна реакція людини, яка навіяла собі те, що в неї сказ, теж може включати такі прояви. Вона має назву ліссафобія (страх сказу).